# José Ángel Rodríguez López
José Ángel Rodríguez López (El Tocuyo, Lara, Venezuela, 13 de diciembre de 1880-10 de septiembre de 1966) fue un músico y compositor venezolano que compuso más de 100 piezas musicales en los géneros sacro y profano. Se destacó además como ejecutante del violín y fue maestro de idiomas, física y matemática.

## Biografía
José Ángel Rodríguez López ("Don José Ángel", como después lo llamarían sus allegados) nació en El Tocuyo el 13 de diciembre de 1880, hijo de don Saturnino Rodríguez y doña María Gonzalo López. Estudió sus primeros años de primaria en la escuela privada de don Félix Modesto Aranguibel. Luego, en 1893 fue inscrito en el Colegio La Concordia, dirigido por el educador Egidio Montesinos. De la mano de sus mentores, el joven José Ángel aprendió con avidez y es en estos años donde empezó a germinar en él la semilla de pedagogo, labor que en un futuro ejercería en disciplinas tan diversas como la filosofía, historia universal y de Venezuela, geografía, literatura , idiomas (latín, griego, castellano, francés e inglés), matemática, química y física. Provenía de una familia de músicos: tanto su padre don Saturnino como su abuelo José Ángel y su bisabuelo Juan Rodríguez eran músicos. Así, su interés por la música se inició desde temprana edad, y llegó a dominar varios instrumentos musicales, incluyendo el piano, la flauta y el violín, su instrumento predilecto, hecho éste ayudado por su capacidad para combinar sus conocimientos de física en el estudio y enseñanza del sonido de los instrumentos.
La condición económica familiar no le permitió continuar los estudios y desde joven trabajó como corresponsal, cajero y contabilista en las más importantes casas comerciales de la época, entre ellas la de los hermanos Tamayo Pérez en 1899 y García Hermanos en 1903. Luego, por muchos años fue gerente de la Compañía de Luz y Fuerza Eléctrica. Sobre algunas de las cualidades de don José Ángel durante este trabajo en la Compañía de Luz Eléctrica nos habla el politólogo Pedro Paris Montesinos: 

...constituyendo su presencia allí, garantía a los suscriptores de pulcritud y sinceridad en el manejo de las facturas que pagaban los usuarios por tan importante servicio...

En 1916 contrajo matrimonio con Mercedes Suárez, de la cual enviudó en 1923 y de cuyo matrimonio tuvo dos hijas: Ligia y Carmen Cecilia. En 1927 contrajo sus segundas nupcias con la que sería su compañera por el resto de su vida: doña Rita Tamayo Rodríguez, hermana del poeta y revolucionario Pío Tamayo. De este matrimonio nacieron cinco hijos: María Teresa, Luisa Cristina, Elena, Antonio y Juan. Anterior a sus dos matrimonios había tenido cuatro hijos: Romelia Mesa, José, Pablo y Carmen Teresa Yépez. Sobre algunas de sus virtudes como padre y como maestro, nos habla el poeta Alberto Arvelo Torrealba:

...en los días de estrechez económica fabricaba él mismo, los juguetes para sus hijos, con la misma unción de como fabricaba los instrumentos para que los alumnos aprendieran la física...

Su labor como educador fue larga y fecunda. Comenzó a enseñar música desde 1902, y desde 1927 fue docente en el Colegio Federal (posteriormente llamado Liceo Eduardo Blanco), del que fue secretario y subdirector hasta su jubilación en 1958, habiendo impartido clases de matemática, física, castellano, inglés y francés. Sobre su vocación de docente nos habla Blas Bruni Celli, médico, historiador y político, quien fuera su discípulo:

...un verdadero maestro...era don José Ángel uno de esos hombres que tenían dibujada en la cara la nobleza...se complacía en buscar y demostrar las íntimas conexiones de la física, las matemáticas y la música y tenía especial predilección por plasmar con sus manos los instrumentos; era un excelente carpintero...dejó una profunda huella en la vida cultural...

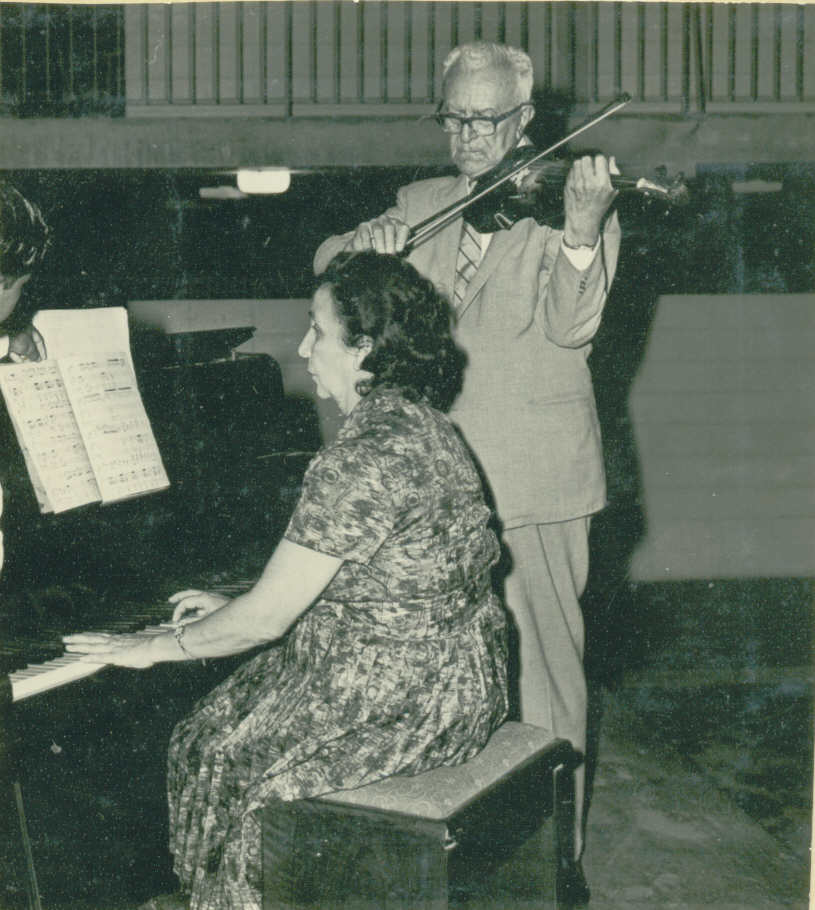
Don José Ángel Rodríguez López al violín y su esposa doña Rita al piano

Su principal pasión y vocación de vida, sin embargo, fue la música. En 1922 fundó la Orquesta Armonía, que amenizaba las fiestas, retretas dominicales y las funciones del cine mudo de la época. En 1926, fundó la Estudiantina Aurora, compuesta por 11 señoritas tocuyanas, una de las cuales, Rita Tamayo, se convertiría después en su segunda esposa. En 1937 dirigió la Escuela de Música Saturnino Rodríguez, nombrada en honor a su fallecido padre, hasta que ésta fue cerrada en 1955. En 1945 formó parte de la junta Pro-Tocuyo, para la organización musical y cultural de los eventos en conmemoración de los 400 años de la fundación de El Tocuyo. Desde 1940 dirigió la Orquesta Euterpe, creada por uno de sus discípulos, Pablo José Briceño, hasta que ésta se extinguió en 1950, una de las tantas víctimas fatales del terrible terremoto de El Tocuyo en 1950. Destruida su casa, una de las cosas que más temió fue perder su preciado violín, que afortunadamente logró rescatar intacto de los escombros. Pero la voluntad de don José Ángel no se doblegó. Ante las ruinas del destruido Tocuyo, fueron varias las personas que le recomendaron irse a vivir a Barquisimeto, capital del estado, donde incluso le ofrecerían trabajo como profesor, pero su respuesta no necesitó ni un segundo de meditación: 

No, ahora que El Tocuyo mas me necesita, no lo puedo abandonar...

 y siguió adelante en la reconstrucción de su ciudad natal. En 1960 fue director de la cátedra de música del Centro de Extensión Cultural Alcides Lozada, y luego fundó y dirigió el Orfeón Pablo José Briceño. Su labor de músico y educador nunca se detuvo y aún en sus últimos años de vida creó la Escuela de Música Santa Cecilia, donde daba clases a niños y adultos de técnica de piano, guitarra y cuatro.
Don José Ángel Rodríguez López falleció en El Tocuyo el 10 de septiembre de 1966.

## Composiciones musicales[10]
La producción musical de don José Ángel es realmente extensa. Se conocen al menos 100 composiciones tanto en música sacra, como en una amplia variedad de estilos en el género profano, incluyendo valses, bambucos, pasodobles, romanzas, galopas, danzas, polcas, mazurcas, fox-trot, joropos y merengues, además de varios himnos. Los autores de la letra de sus composiciones eran mayormente tocuyanos o residentes en El Tocuyo; entre ellos: Ezequiel Bujanda, Elena de Garmendia, Prof. Carlos Gauna,  Hedilio y Alcides Lozada, Roberto Montesinos y Arturo Tamayo. A continuación se mencionan algunas de sus composiciones más conocidas.

### Música Sacra
O Salutaris Hostia, Plegaria a Jesús Crucificado, Lumen de Lumine, Tantum Ergo, Palmas y olivos

### Valses
El Héroe de Corpahuaico, Amalia, "Salve, Reina", En Alas del Ideal, Ensueños de Oro, Pensando en ti (compuesto para su esposa Rita)

### Bambucos
Azul y Blanco (letra del poeta Hedilio Lozada) 

### Joropos
Tu Dulce Encanto, El Negrito Pimentoso (letra de Elena de Garmendia) 

### Romanzas
El Beso Casto (letra de Alcides Lozada), Los Recuerdos (letra de Ezequiel Bujanda)

### Himnos
Himno a El Tocuyo en su Cuatricentenario,  Himno Juvenil e Himno Liceísta (para el Liceo Eduardo Blanco), todos con letra del poeta Roberto Montesinos  

### Danza
Serpentinas

### Mazurcas
Princesita Gentil

### Pasodobles
Campanitas de Oro (compuesto para Rita Tamayo, en aquel entonces su novia, después su esposa), Mi Nenecita (compuesto para su hija Carmen Cecilia)

### Merengues
Mi Chiquilla (compuesto para su hija Elena)

### Galopas
Teresita (compuesto para su hija María Teresa), Lucerito (compuesto para su nieta Montserrat)

### Polcas
Las Travesuras de Ligia (compuesto para su hija Ligia)

## Discografía[11]
1. 1956. Disco auspiciado por la Sociedad Bolivariana de Damas, comité El Tocuyo. Contiene la pieza de don José Ángel Himno al Tocuyo en su IV Centenario, ejecutado por el Orfeón del Liceo Eduardo Blanco, dirigido por el Prof. Daniel Segura.
2. 1958. Long Play: Venezuela y la Música Larense, grabado por la firma Discomoda para la orquesta Pequeña Mavare, dirigida por Juancho Lucena. Contiene El Héroe de Corpahuaico, de don José Ángel, entre otras piezas de otros autores larenses.
3. 1960. Long Play: Canciones Larenses, de la firma Voz, C.A. grabado con la orquesta del maestro Primo Casale. Contiene canciones larenses interpretadas por Perucho Salazar, entre ellas, El Beso Casto, de don José Ángel.
4. 1964.  Long Play: Ayer y Hoy en El Tocuyo, auspiciado por la C. A. Central Tocuyo. Contiene una selección de 11 piezas de don José Ángel: Himno al Tocuyo en su IV Centenario, El Héroe de Corpahuaico, "Salve, Reina", Lo que los Labios Callan, Teresita, Pensando en ti, Los Recuerdos, Serpentinas, Mi Chiquilla, Princesita Gentil y Azul y Blanco; todas interpretadas por la orquesta del maestro Atilio Ferraro. Fue obsequiado al autor como homenaje por su labor musical.[12]
5. 1972. Disco de 45 rpm, que contiene dos piezas de don José Ángel:  "Salve, Reina" e Himno a Chepita I; disco producido con motivo de la celebración de los 15 años de la Srta. Chepita Gómez Sigala.
6. 2007. Disco compacto (CD): Joyas de la Música Venezolana. Ejecuta la Orquesta Mavare de la Universidad Centroccidental Lisandro Alvarado (UCLA), dirigida por Ángel Eduardo Montesinos. Dirección de Cultura de la UCLA. Contiene entre otras, un vals de Don Jose Ángel: El Héroe de Corpahuaico.

## Homenajes y reconocimientos

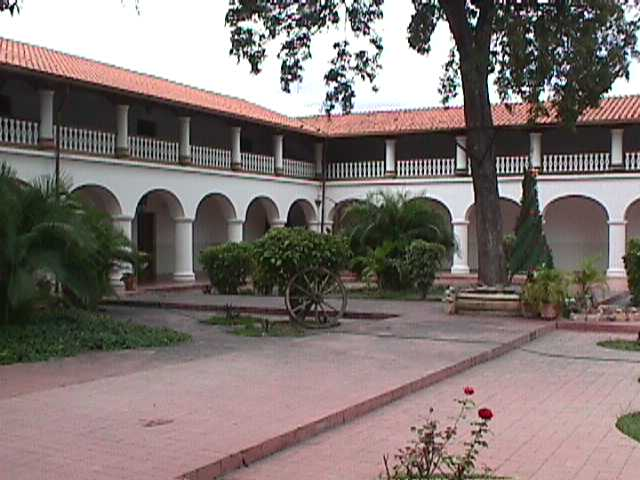
Casa de la Cultura Profesor José Ángel Rodríguez López, El Tocuyo

- 1960. Homenaje del Rotary Club a don José Ángel por su larga labor educativa, en ocasión de sus 80 años.[3]
- 1963. Medalla de Honor al Maestro, por parte de la Promoción Profesor José Ángel Rodríguez López, del Liceo Eduardo Blanco
- 1964. El Consejo Municipal del Municipio Morán, le concede la orden Jacinto Lara.[3] Casa de la Cultura Profesor José Ángel Rodríguez López, El Tocuyo

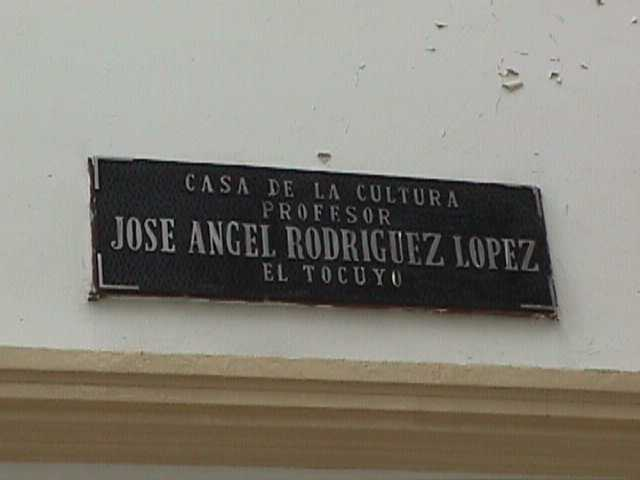
Casa de la Cultura Profesor José Ángel Rodríguez López, El Tocuyo

- 1964. El Central Tocuyo produce un disco con sus composiciones más conocidas en homenaje por su labor musical y docente.[3][12]
- 1965. La Municipalidad del Distrito Morán, lo declara "Hijo Predilecto de El Tocuyo", haciéndole entrega del Escudo de Armas de la ciudad.[3]
- 1967. Ingreso de don José Ángel Rodríguez López a la Galería de Tocuyanos Ilustres, en la Casa de la Cultura de El Tocuyo, un año después de su muerte.[5]
- 1967. Se inaugura el liceo José Ángel Rodríguez López en Siquisique, estado Lara.[13]
- 1972. Creación de la Escuela de Música José Ángel Rodríguez López en El Tocuyo.[2]
- 1980. Libro de memorias en Homenaje a don José Ángel Rodríguez López, editado por el Ministerio de Educación, en ocasión de los 100 años de su natalicio.[14]
- 1981. La Casa de la Cultura de El Tocuyo, antigua sede del Colegio Federal (luego Liceo Eduardo Blanco), es rebautizada por el Consejo Municipal de El Tocuyo, Casa de La Cultura Profesor José Ángel Rodríguez López. [15]